# Lithocarpus quercifolius
Lithocarpus quercifolius är en bokväxtart som beskrevs av Cheng Chiu Huang och Yong Tian Chang. Lithocarpus quercifolius ingår i släktet Lithocarpus och familjen bokväxter. Inga underarter finns listade.